# Barry Williams
Pour les articles homonymes, voir Williams.
Pas d'image ? Cliquez ici

a Compétitions nationales et continentales officielles uniquement.

b Matchs officiels uniquement.
Dernière mise à jour le 5 juin 2011.
Barry Hugh Williams, né le 6 janvier 1974 à Carmarthen, est un joueur de rugby à XV, qui a joué avec l'équipe du pays de Galles de 1996 à 2002, évoluant au poste de talonneur. Il a été en tournée avec les Lions britanniques.

## Biographie
Barry Williams dispute son premier test match le 25 septembre 1996 contre l'équipe de France, et son dernier test match contre l'équipe d'Écosse le 6 avril 2002. Il participe à la tournée avec les Lions britanniques en 1997 mais ne dispute aucun test match contre l'équipe d'Afrique du Sud.

## Palmarès
- 24 sélections
- 25 points (5 essais)
- Sélections par année : 1 en 1996, 3 en 1997, 5 en 1998, 3 en 1999, 3 en 2000, 4 en 2001, 5 en 2002.
- Tournois des Cinq/Six Nations disputés : 1998, 1999, 2000, 2001, 2002.